# Hu Yadong
Pour les articles homonymes, voir Hu.
Dans ce nom chinois, le nom de famille, Hu, précède le nom personnel.
Hu Yadong (chinois : 胡亞東), née le 3 octobre 1968, est une ancienne rameuse chinoise. Elle est double médaillée aux Jeux de 1988.

## Carrière
Hu Yadong remporte une médaille d'argent en quatre barré et une médaille de bronze en huit aux Jeux de 1988.

## Palmarès

### Jeux olympiques
- Jeux olympiques d'été de 1988 à Séoul ( Corée du Sud) :
  -  médaille d'argent en quatre avec barreur
  -  médaille de bronze en huit

### Championnats du monde
- Championnats du monde d'aviron 1989 à Bled ( Yougoslavie) :
  -  médaille d'argent en quatre sans barreur

### Jeux asiatiques
- Jeux asiatiques de 1990 à Pékin ( Chine) :
  -  médaille d'or en quatre sans barreur

### Universiade
- Universiade d'été de 1989 à Duisbourg ( Allemagne de l'Ouest) :
  -  médaille de bronze en quatre sans barreur